# (6866) Kukai
(6866) Kukai est un astéroïde de la ceinture principale.

## Description
(6866) Kukai est un astéroïde de la ceinture principale. Il fut découvert le 12 février 1992 à Kiyosato par Satoru Ōtomo. Il présente une orbite caractérisée par un demi-grand axe de 3,02 UA, une excentricité de 0,06 et une inclinaison de 11,0° par rapport à l'écliptique.

## Compléments